# Рыбалкин, Василий Прокофьевич
 Василий Прокофьевич Рыбалкин (1 августа 1922 — 10 января 1996) — советский передовик сельского хозяйства, участник Великой Отечественной войны, скотник колхоза имени 17-й партконференции Кировского района Черкесской автономной области Ставропольского края. Герой Социалистического Труда (02.10.1950).

## Биография
Родился 1 августа 1922 года в станице Сторожевая ныне Зеленчукского района Карачаево-Черкесской Республики.
С 1935 года работал телятником, слесарем и скотником в колхозе имени 17-й партконференции (в дальнейшем — совхоз «Сторожевский») Кировского района Черкесской автономной области Северо-Кавказского (с 1937 года — Орджиникидзевского, с 1943 года — Ставропольского) края.
Участник Великой Отечественной войны. С сентября 1941 года — в Красной Армии. В 1943 году — телефонист отдельной роты связи 92-й отдельной стрелковой бригады. В 1944—1945 годах — телефонист штабной батареи 198-го гвардейского артиллерийского полка 93-й гвардейской стрелковой дивизии 2-го Украинского фронта, гвардии красноармеец. 25 марта 1945 года под ружейно-пулемётным огнём устранил 5 порывов, чем обеспечил управление огнём. 27 марта под ружейно-пулемётным огнём устранил 4 порыва, чем обеспечил управление огнём за что награждён орденом Славы 3-й степени. Удостоен двух медалей «За отвагу».
Демобилизовавшись из Красной Армии, вернулся скотником в колхоз имени 17-й партконференции Кировского района Черкесской автономной области (с 1957 года — Зеленчукского района Карачаево-Черкесской автономной области) Ставропольского края (ныне — Карачаево-Черкесская Республика). В течение 1949 года получил от 84 голов крупного рогатого скота при нагуле по 1200 граммов суточного привеса в среднем на голову.
Указом Президиума Верховного Совета СССР от 2 октября 1950 года за достижение высоких показателей в животноводстве в 1949 году при выполнении колхозом обязательных поставок государству, контрактации, натуроплаты за работу МТС и плана прироста поголовья по каждому виду продуктивного скота и птицы Рыбалкину Василию Прокофьевичу присвоено звание Героя Социалистического Труда с вручением ордена Ленина и золотой медали «Серп и Молот».
Избирался депутатом Ставропольского краевого и Зеленчукского районного Советов народных депутатов.
В дальнейшем продолжал работать скотником, а затем работал в совхозе «Сторожевский» кузнецом, после чего вышел на пенсию.
Жил в Зеленчукском районе Карачаево-Черкесской Республики.
Умер 10 января 1996 года.

## Награды
- Золотая медаль «Серп и Молот» (02.10.1950)
- Орден Ленина (02.10.1950)[3]
- Орден Отечественной войны 2-й степени (11.03.1985)[4].
- Орден Славы III степени (08.04.1945)[5]
- Медаль «За отвагу» (24.02.1943)[6]
- Медаль «За отвагу» (10.05.1944)[7]
- Медаль «За оборону Сталинграда» (1944)
- Медаль «В ознаменование 100-летия со дня рождения Владимира Ильича Ленина» (6 апреля 1970)
- Медаль «За победу над Германией в Великой Отечественной войне 1941—1945 гг.» (9 мая 1945[8])
- Юбилейная медаль «Двадцать лет Победы в Великой Отечественной войне 1941—1945 гг.» (7 мая 1965[9])
- Юбилейная медаль «Тридцать лет Победы в Великой Отечественной войне 1941—1945 гг.»[10]
- Юбилейная медаль «Сорок лет Победы в Великой Отечественной войне 1941—1945 гг.»[11]
- Юбилейная медаль «50 лет Победы в Великой Отечественной войне 1941—1945 гг.»[12]
- Медаль «За трудовую доблесть»
- Медаль «30 лет Советской Армии и Флота»[13].
- Юбилейная медаль «40 лет Вооружённых Сил СССР»[14]
- Юбилейная медаль «50 лет Вооружённых Сил СССР» (26 декабря 1967[15])
- медалями ВДНХ СССР:

## Память
- Его имя увековечено в Главном Храме Вооружённых сил России, и навсегда запечатлено на мемориале «Дорога Памяти»[16].